# Geografia de Pernambuco
A Geografia de Pernambuco é um domínio de estudos e conhecimentos sobre as características geográficas do território do estado de Pernambuco, na Região Nordeste do Brasil.
O Estado de Pernambuco é uma das 27 unidades federativas do Brasil. Está localizado no centro-leste da Região Nordeste e tem como limites os estados da Paraíba (N), do Ceará (NO), de Alagoas (SE), da Bahia (S) e do Piauí (O), além de ser banhado pelo oceano Atlântico (L). Ocupa uma área de 98.312 km² (pouco menor que a Coreia do Sul). Fazem parte do seu território os arquipélagos de Fernando de Noronha e de São Pedro e São Paulo. Sua capital é a cidade do Recife (a sede administrativa é o Palácio do Campo das Princesas).

## Geografia

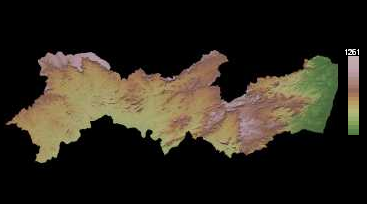
Mapa topográfico de Pernambuco

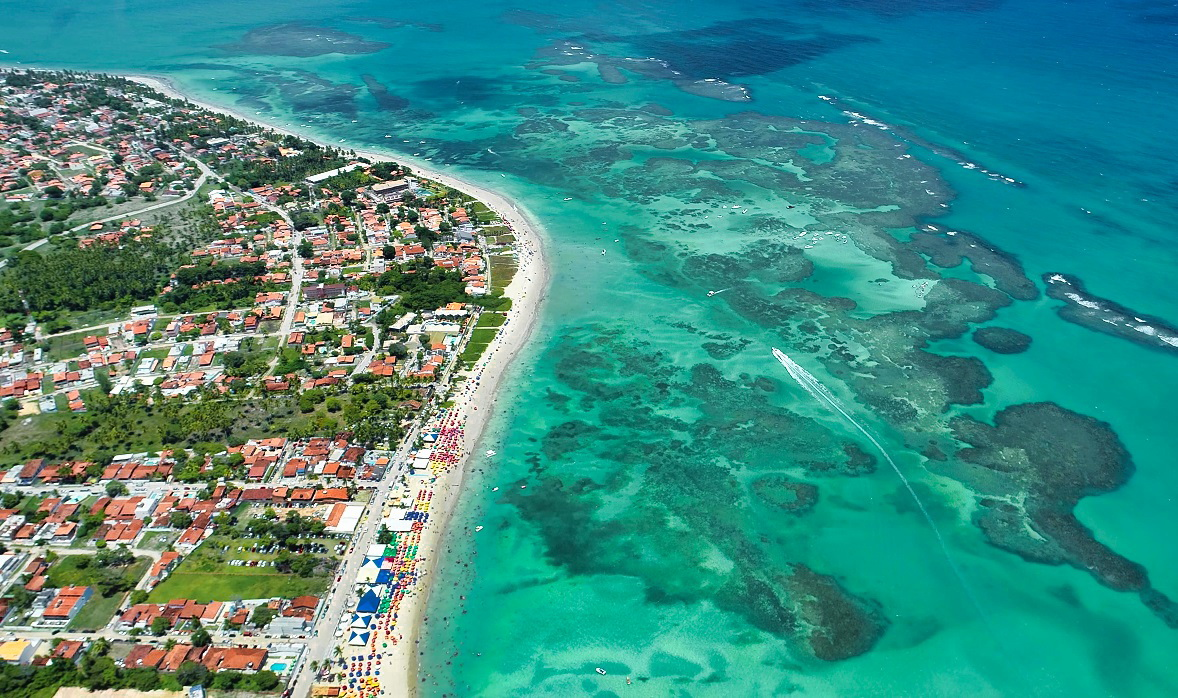
Área de Proteção Ambiental Costa dos Corais em Tamandaré

O relevo é moderado: 76% do território estão abaixo dos 600 m. É formado basicamente por três unidades geoambientais: Baixada litorânea, Planalto da Borborema e Depressão Sertaneja. O litoral é uma grande planície sedimentar, quase que em sua totalidade ao nível do mar, tendo alguns pontos abaixo do nível do mar. Nessas planícies estão as principais cidades do estado, como Recife e Jaboatão dos Guararapes.
A altitude aumenta à medida que se afasta do litoral. O Planalto da Borborema, principal formação geológica na faixa de transição da Zona da Mata para o Agreste, é conhecido popularmente como Serra das Russas, e tem altitude média de 400 m, ultrapassando os 1.000 m nos pontos mais elevados. Em Brejo da Madre de Deus, no agreste pernambucano, está localizado o Pico da Boa Vista, localizado na Serra do Ponto (1.195 m), ponto culminante do estado.
No Sertão os níveis de altitude decrescem em direção ao rio São Francisco, formando, em relação ao Planalto da Borborema, uma área de depressão relativa. O município sertanejo de Triunfo é a cidade mais alta de Pernambuco (1.004 m), e onde localiza-se o segundo ponto mais alto do estado, o pico do Papagaio (1.185 m).
Baixada Litorânea
Distinguem-se, de leste para oeste: praias protegidas pelos recifes; uma faixa de tabuleiros areníticos, com 40 a 60 m de altura; e a faixa de terrenos cristalinos talhados em colinas, que se alteiam suavemente para oeste até alcançarem 200 m no sopé da escarpa da Borborema.
Tanto a faixa de tabuleiros como a de colinas são cortadas transversalmente por vales largos onde se abrigam amplas várzeas (planícies aluviais). Fortes contrastes observam-se entre os solos pobres dos tabuleiros e os solos mais ricos das colinas e várzeas. Nos dois últimos repousa a aptidão do litoral pernambucano para o cultivo da cana-de-açúcar, base de sua economia agrícola.
Planalto da Borborema e depressão sertaneja
Seu rebordo oriental, escarpado, domina a baixada litorânea com um desnível de 300 m, o que lhe confere ao topo uma altitude de 500 m.
Para o interior, o planalto ainda se alteia mais e alcança média de 800 m em seu centro, donde passa a baixar até atingir 600 m junto ao rebordo ocidental.
Diferem consideravelmente as topografias da porção oriental e da porção ocidental. A leste, erguem-se sobre a superfície do planalto cristas de leste para oeste, separadas por vales, que configuram parcos relevos de 300 m. Aproximadamente no centro-sul do planalto eleva-se o maciço dômico de Garanhuns, que supera a altitude de 1.000 m.
No Sertão as cotas altimétricas decrescem em direção ao rio São Francisco, formando, em relação ao Planalto da Borborema, uma área de depressão relativa. As formações geomorfológicas predominantes são os inselbergues, serras e chapadas, estas últimas aparecendo em áreas sedimentares. A Chapada do Araripe tem altitude média de 800 m.
Ilhas oceânicas
O arquipélago de Fernando de Noronha é constituído por rochas vulcânicas, e seu relevo envolve desde áreas planas de baixa altitude até morros com encostas íngremes e picos isolados como o Morro do Pico (323 metros sobre o nível do mar). Já o arquipélago de São Pedro e São Paulo, cujas rochas expostas são peridotitos serpentinizados de um megamullion tectonizado — única exposição mundial do manto abissal acima do nível do mar —, se eleva apenas até 23 metros de altitude.

## Clima
| |  |                                                                                                   |
| Garanhuns, no Agreste de Pernambuco, tem temperatura amena por estar situada num maciço dômico cujo ponto culminante atinge 1.030 metros de altitude. |  | Petrolina, no Sertão de Pernambuco, foi a sétima cidade mais quente do Brasil no verão 2012/2013. |

O estado de Pernambuco é caracterizado por dois tipos de clima: o tropical úmido (predominante no litoral) e o semiárido (predominante no interior), respectivamente As' e BSh na classificação climática de Köppen-Geiger. Ressalte-se, porém, que há variações destes dois tipos climáticos em algumas regiões: no centro-leste de Pernambuco é comum o clima tropical de altitude (Cwa), especialmente no Planalto da Borborema e em outras regiões serranas com ocorrência de microclimas, áreas onde as temperaturas são mais amenas, podendo atingir mínimas de 10 °C; e no centro-oeste do estado há regiões que apresentam climas como o semiárido muito quente (BSs'h'), áreas onde as temperaturas são mais elevadas, com máximas que podem ultrapassar os 40 °C.
O clima tropical úmido é encontrado na Região Metropolitana do Recife e em parte da Zona da Mata. Este clima tem como características as altas temperaturas — com médias mensais sempre superiores a 18 °C e média anual de 25 °C —, baixas amplitudes térmicas, alta umidade relativa do ar e precipitações médias anuais entre 1.500 mm e 2.500 mm. Entre os meses de abril e julho, um fenômeno chamado Onda de Leste leva pesados aguaceiros para o litoral.
O clima semiárido (semidesértico) está presente no Sertão e em parte do Agreste do estado. Apresenta baixos índices pluviométricos, com longos períodos secos e chuvas escassas e concentradas em poucos meses do ano, e altas temperaturas, com média anual de 25 °C. A pluviosidade média mantém-se sempre abaixo de 600 mm anuais, e as chuvas ocorrem no verão, porém com uma acentuada irregularidade, com anos em que a estação chuvosa não se produz ou se faz escassa e tardia.

## Vegetação

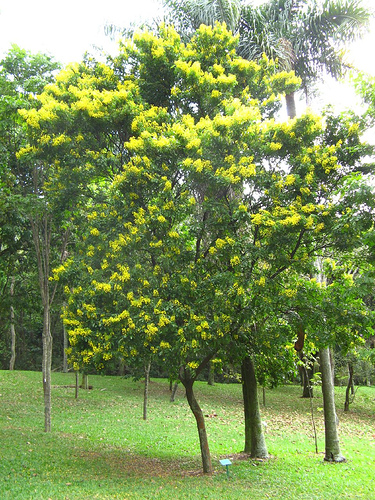
Pernambuco, à época do Brasil Colônia, era o local de maior incidência de pau-brasil, árvore também conhecida como "pau-pernambuco".

A cobertura vegetal do estado é composta por vegetação litorânea, floresta tropical, caatinga e cerrado. A vegetação litorânea predomina nas terras baixas e planícies do litoral, constituída por variados tipos de vegetação. Por ocorrer em áreas alagadiças e salobras, apresenta manguezais, gramíneas e plantas rasteiras.
A floresta tropical, originalmente conhecida como Mata Atlântica, é encontrada apenas na faixa leste do estado, cujas espécies se misturam com a caatinga nas denominadas áreas de tensão ecológica (contatos entre tipos de vegetação), na faixa de transição entre a zona da mata e o agreste. Na Floresta Atlântica, as matas registram a presença de árvores altas, sempre verdes, como a peroba e a sucupira.
A caatinga, vegetação típica do Sertão, o Agreste apresenta uma vegetação de transição e suas características se misturam com a da Mata Atlântica, na parte mais oriental e com a da Caatinga, na parte mais ocidental. A caatinga pode ser do tipo arbóreo, com espécies como a (baraúna), ou arbustivo representado, entre outras espécies pelo (xique-xique) e o (mandacaru).[carece de fontes?]
O cerrado caracterizam-se por uma vegetação formada por árvores tortuosas, esparsas, intercaladas por um manto inferior de gramíneas. Em Pernambuco, os cerrados surgiram sobre as áreas arenosas dos Tabuleiros do Município de Goiana (hoje praticamente substituído pela cana-de-açúcar) e na Chapada do Araripe. As espécies mais encontradas nos cerrados são o cajueiro, o cajueiro brabo, o murici-do-tabuleiro, o pequizeiro, a mangabeira, entre outras.
É característica do litoral norte suas formações geográficas mais variadas - ilhas fluviais como Itamaracá, diversos rios e suas desembocaduras, bancos de areia, entre outros. A fauna é variada, destacando-se as aves migratórias que periodicamente chegam à ilha Coroa do Avião e Fernando de Noronha. Ambas as ilhas têm estações de pesquisa ambiental.[carece de fontes?]

## Hidrografia

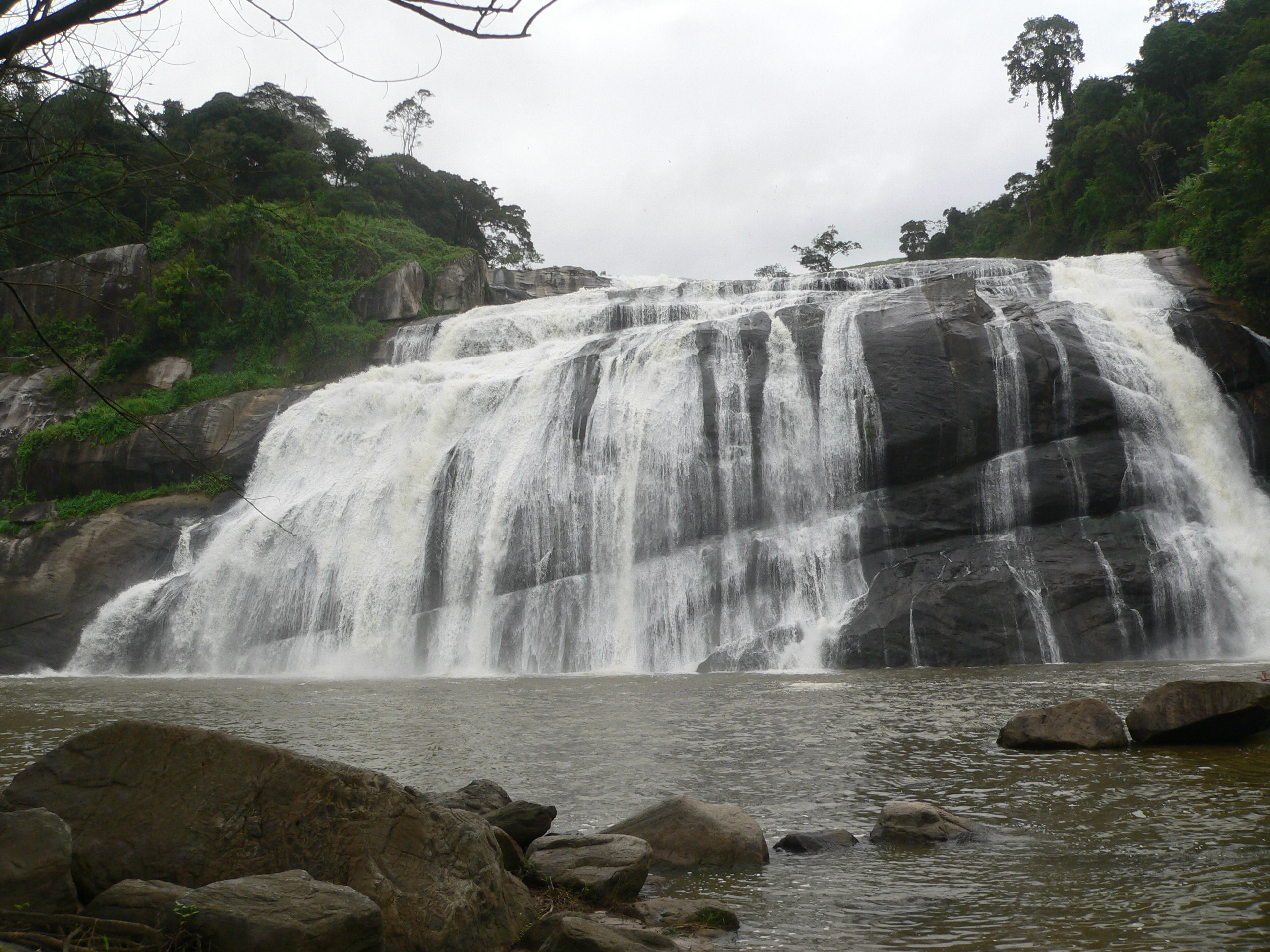
Cachoeira do Urubu, no município de Primavera.

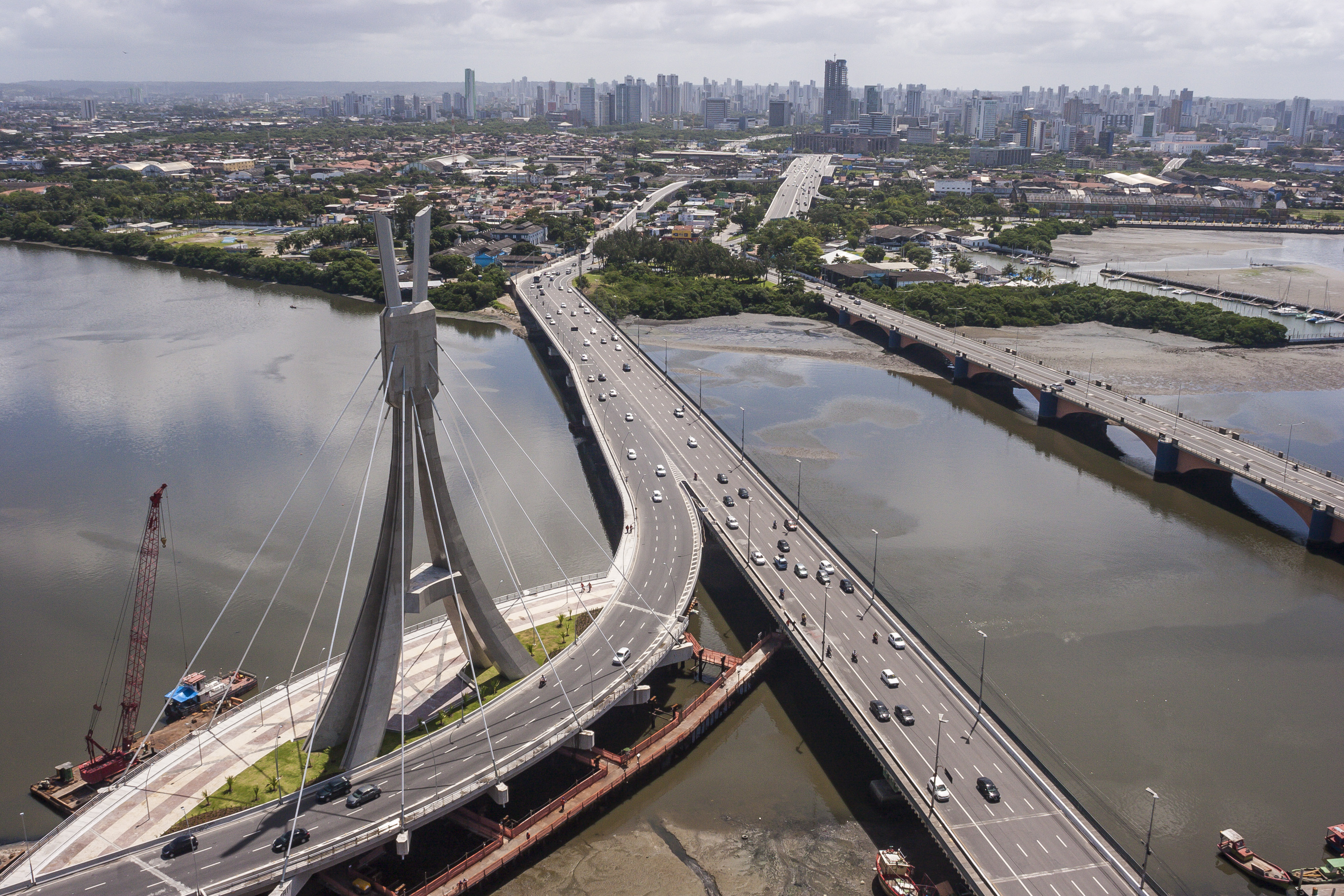
Bacia do Pina, na cidade de Recife.

As grandes bacias hidrográficas de Pernambuco possuem duas vertentes: Faz parte da bacia do Atlântico Nordeste Oriental e da bacia do rio São Francisco.
Os rios que escoam para o rio São Francisco formam os chamados rios interiores, que nascem em municípios limítrofes na divisa de estados da Região Nordeste, e os rios que escoam para o Oceano Atlântico, constituem os chamados rios litorâneos, e fazem parte da bacia hidrográfica do Atlântico Nordeste Oriental, quase todos nascem no Planalto da Borborema.[carece de fontes?]
Os três maiores reservatórios de água de Pernambuco são: Reservatório Eng. Francisco Sabóia em Ibimirim no sertão, na bacia hidrográfica do rio Moxotó, o Reservatório de Jucazinho, localizado na mesorregião Agreste, próximo ao município de Surubim, na bacia do rio Capibaribe, e a represa de Itaparica, inserida sobre o rio São Francisco, mediante o represamento das águas do rio São Francisco, com vistas ao aproveitamento hidroelétrico do rio através da Usina Hidrelétrica de Itaparica, sendo uma das maiores usinas hidrelétricas do Brasil, além desses, existe um conjunto de reservatórios distribuídos por todo o estado. [carece de fontes?]
Na Região Metropolitana do Recife há poucos lagos e reservatórios, com destaque para os reservatórios de Tapacurá e Pirapama.
Na periferia do município do Recife encontram-se dois belos cartões postais do município, a Lagoa do Araçá de Apipucos e a da Prata, sendo o último pertencente ao Parque Estadual Dois Irmãos.[carece de fontes?]
Os manguezais são abundantes em todo o litoral, porém foram praticamente extintos na RMR devido à urbanização (com a exceção do maior mangue urbano do Brasil, cercado por bairros da zona sul do município do Recife, como Boa Viagem). Porém, nos anos 90, houve um programa de re-implantação do mangue nas margens do Rio Capibaribe, desenvolvido pela prefeitura do Recife, trazendo de volta a vegetação ao rio por todo o município.[carece de fontes?]
Rio São Francisco, Capibaribe, Ipojuca, Una, Pajeú e Jaboatão são os rios principais. O São Francisco é de importância vital para o interior do estado, principalmente para distribuição de umidade através de irrigação.[carece de fontes?]